# نفل حرجي
النفل الحرجي (باللاتينية: Trifolium sylvaticum) نوع نباتي من جنس النفل من الفصيلة البقولية.

## الموئل والانتشار
موطنه الأصلي حوض البحر الأبيض المتوسط من بلاد الشام والمغرب العربي إلى تركيا وجنوب أوروبا.

## مرادفات للاسم العلمي
- (باللاتينية: Trifolium hervieri Freyn)
- (باللاتينية: Trifolium lagopus Willd.)
- (باللاتينية: Trifolium smyrnaeum Boiss.)